# شمشون القرطبي
شمشون أو شمشون القرطبي (من قرطبة، 810 - 21 آب 890)، المعروف أيضًا باسم الأباتي شمشون، كان عالمًا في الكتاب المقدس، ولاهوتيًا، وشاعرًا مستعربيًا من الأندلس.

## السيرة
من المرجح أن شمشون ولد في قرطبة في عام 810. لا يُعرف الكثير عن طفولته ومراهقته، ولكن من المرجح أنه تلقى تعليمه في مدرسة مرتبطة بكنيسة مثل كنيسة سان زويلو. حصل على تدريب في اللاهوت واللاتينية والنصوص الكتابية والآبائية. كما تعلم اللغة العربية، كما يتضح من عمله كمترجم لمراسلات الأمير محمد الأول.
بفضل شهادة حول انتقال القديسين الشهداء جورج الراهب وأوريليوس ونتاليا من مدينة قرطبة إلى باريس (باللاتينية: De Translatione saintorum Martyrum Georgii Monachum, Aurelii et Nathaliae ex urbe Cordube Parisios)، التي كتبها إيمونيو سان جيرمان دي بري حوالي عام 871، نعلم أنه في عام 858 كان شمشون كاهنًا، بأمر من ليوفيجيلدو عبد السلام، معلمه المحتمل، تعاون مع بعض الرهبان من دير الدير. سان جيرمان دي بري ليحصل لهم على بعض الآثار المحفوظة في دير قرطبة في سان سلفادور دي بيناميلاريا، حيث كان رئيسًا للدير منذ عام 858.
وباعتباره مدرسًا للاهوت، أعطى شمشون دروسًا لتلاميذه في دير بيناميلاريا أو في كنيسة سان زويلو. كما انخرط في مناقشات لاهوتية سلسة مع المسيحيين واليهود والمسلمين، ويبدو أن هذا أدى إلى ظهور منافسين شككوا في عقيدته اللاهوتية. ولهذا السبب، في عام 862، تزامنًا مع تكريس فالنسيو، وهو تلميذ محتمل لشمشون، أسقفًا لقرطبة، اتُهم بالهرطقة من قبل الأسقف هستقيوس المالقي وأنصاره أمام المجتمع الأسقفي. وبعد أيام قليلة من انعقاد المجلس، قدم شمشون اعترافه بالإيمان (credulitas)، والذي وافقت عليه أغلبية الأساقفة؛ لكن هوستيغيسيس حصل على إدانة ضده عندما رفض شمشون معارضة الترانيم الإسبانية التقليدية. أُعلن شمشون هرطوقيًا، ونُفي من قرطبة، وفقد كرامته الكهنوتية، ومُنع من تولي المناصب الدينية. ولذلك توقف عن كونه رئيسًا لدير بيناميلاريا.
وبعد فترة وجيزة، حصل سامسون على الغفران من غالبية الأساقفة وتعيينه كاهنًا رعويًا لكنيسة سان زويلو بفضل مساعدة الأسقف فالنسيو القرطبي. ومع ذلك، تمكن هستقيوس والكونت سيرفاندو، وهو أعلى سلطة مدنية في قرطبة في الأندلس آنذاك، من جعل كل من شمشون وفالنسيو يفقدان حظوة الأمير محمد الأول. وبالتالي، خوفًا من فقدان الكهنوت مرة أخرى، هرب شمشون في عام 863 أو 864 إلى مرتش ، حيث كتب أشهر أعماله (اعتذاري ضد الخائنين - Apologeticum contra perfidos) ، لمحاولة إثبات أرثوذكسية إيمانه وبدعة عقيدة هستقيوس. وكتكملة لهذه الرسالة، قام بتأليف كتاب (رسالة في درجات القرابة - De gradibus consanguinitatis tractatulus) للدفاع عن نفسه ضد الاتهام الذي وجهه إليه أسقف مالقة بأنه تزوج من أبناء عمومته من الدرجة الأولى؛ من الواضح أن هذا العمل مستمد من أصول سان إيسيدورو في إشبيلية. في عام 875 تبرع بجرس لكنيسة سان سيباستيان في سييرا دي قرطبة، في بلدية إسبيل الحالية. هذا الجرس محفوظ في متحف قرطبة الأثري، ويكتب شمشون الإهداء: «يقدم الأب شمشون هذه الهدية إلى بيت القديس سيباستيان، شهيد المسيح. وكان عام 963.».
هناك بعض القصائد المحفوظة من كارمينا، وتحديدًا ثلاثة نقوش تذكارية، خصصها للأب أوفيلون، مرمم دير شمشون في غاليسيا في عام 861؛ إلى رئيس الدير أتاناجيلدو، الذي وجه إليه ألفارو دي كوردوبا رسالة حوالي عام 861؛ باسم كاهن يُدعى فالنتينيان أو فالنتينيان.
وفي وقت لاحق أصبح شمشون رئيسًا للدير مرة أخرى، كما يُطلق عليه في رثائه الذي كتبه كبريانوس القرطبي (المتوفى في 890م).

## الأعمال
- اعتذاري ضد الخائنين (باللاتينية: Apologeticum contra perfidos)، عمل لاهوتي (864 أو بعد ذلك بفترة وجيزة)
- رسالة قصيرة في درجات القرابة (باللاتينية: De gradibus consangguinitatistractatulus) ، العمل على شرعية الزواج (بعد 864)
- كارمينا، ثلاث نقوش

## الفهرس
- Pérez Marinas, Iván, Sansón de Córdoba: vida y pensamiento. Comentario de las obras de un intelectual cristiano-andalusí del siglo IX, La Ergástula, Madrid, 2012
- قالب:Enlace roto